# Carl Wayne
Carl Wayne, geboren als Colin David Tooley, (Birmingham, 18 augustus 1943 - Pyrford, 31 augustus 2004) was een Britse zanger en acteur. Hij wordt het best herinnerd als de zanger van The Move in de jaren 1960.

## Carrière
Colin David Tooley, geboren in de buurt Winson Green in Birmingham, groeide op in het district Hodge Hill van deze stad. Geïnspireerd door de Amerikaanse rock-'n-roll van Elvis Presley, Eddie Cochran en Gene Vincent, formeerde hij eind jaren 1950 The G-Men en voegde hij zich bij de lokale band The Vikings, waar Wayne's krachtige bariton en roze toneelkostuum hen tot een van de toonaangevende rockgroepen in de Midlands maakten. Zijn naamsverandering werd geïnspireerd door de filmster John Wayne. In 1963 traden ze in de voetsporen van The Beatles en andere bands uit Liverpool door op te treden in de clubs van Frankfurt, Stuttgart en Neurenberg. Toen ze terugkeerden naar Birmingham, na het succes van The Beatles, wilden platenmaatschappijen graag soortgelijke gitaarbands contracteren. The Vikings gingen in zee met Pye Records, maar de eerste drie singles geraakten niet in de hitlijsten.
Wayne vertegenwoordigde Engeland op het prestigieuze Golden Orpheus Song Festival in Bulgarije. Voor een live- en op televisie uitgezonden uitzending voor meer dan 20 miljoen mensen won Wayne de eerste prijs.

### De Move-jaren
In december 1965 trad hij toe tot The Move, een beatsupergroep uit Birmingham, samengesteld uit lokale topbands. Onder hen waren drie leden van The Vikings (basgitarist Chris 'Ace' Kefford, drummer Bev Bevan en Wayne zelf), Trevor Burton (leadgitarist bij Danny King & the Mayfair Set) en Roy Wood (leadgitarist bij Mike Sheridan & the Nightriders). Ze brachten drie jaar lang hits met singles als Night of Fear, I Can Hear The Grass Grow, Flowers in the Rain, Fire Brigade en hun nummer één succes Blackberry Way.
Maar begin 1968 begon de groep te versnipperen als gevolg van persoonlijke en muzikale verschillen. Wayne raakte gefrustreerd door het management van The Move dat Wood op de voorgrond plaatste en zichzelf naar de achtergrond, door Wood aan te moedigen de liedjes van The Move te schrijven en The Move toe te staan nummers op te nemen waarop Wayne geen lead zong. Volgens Wood was het management onverschillig wie de lead zong, een onverschilligheid die gerechtvaardigd bleek nadat de door Wood gezongen Fire Brigade en Blackberry Way twee van de grootste hits van The Move werden. Toen het management besloot dat Wood de producent zou zijn van het tweede album Shazam, werd Wayne teruggezet, werd co-producer van Shazam en koos veel van de covers die erop verschenen. Wayne's steeds meer MOR-stijl en aspiraties voor cabaret stonden op gespannen voet met Woods wens om te experimenteren in een meer progressieve en klassieke richting, wat zou leiden tot de oprichting van het Electric Light Orchestra. Wayne verliet de band kort na de enige tournee van de band door de Verenigde Staten.

### Solo optreden en acteren
Hij ging solo en maakte verschillende singles en platenalbums, waarvan sommige met nummers, geschreven en geproduceerd door Roy Wood. Onder zijn singles waren Way Back in the Fifties, Hi Summer ondersteund met My Girl And Me, beide geschreven en geproduceerd door Lynsey de Paul, het themalied van de ITV-varieté-serie Maybe God's Got Something Up His Sleeve, die hij mede produceerde, het John Lennon-nummer Imagine, een coverversie van de Cliff Richard-hit Miss You Nights en Woods Aerial Pictures. Hij kreeg oorspronkelijk de kans om Sugar Baby Love op te nemen, maar verwierp het als onzin. Het werd prompt gegeven aan de nieuwe band The Rubettes en het lanceerde hun carrière met een nummer één hit. Naast Hi Summer was zijn werk op tv onder meer het zingen van de themaliedjes voor de talentenjacht New Faces, waarvan You're a Star! een kleine hit voor hem was in 1973. In 1977 nam Wayne deel aan de wedstrijd Song for Europe, in de hoop het Verenigd Koninkrijk te vertegenwoordigen op het Eurovisie Songfestival. Zijn lied A Little Give, A Little Take eindigde op de 11e plaats van de 12 nummers.
Wayne maakte ook een paar opnamen met het Electric Light Orchestra als gastvocalist, hoewel deze onuitgebracht bleven, totdat ze als bonusnummers verschenen op een geremasterde heruitgave van het tweede album ELO 2 van de band in 2003. Hij haalde nooit de hitlijsten na zijn vertrek bij The Move, maar genoot nog steeds van een gestage carrière in cabaret en op tv met het opnemen van versies van nummers uit de shows van Andrew Lloyd Webber en Tim Rice, evenals voice-overs en jingles. Hij zong achtergrondzang op Earth Moving van Mike Oldfield, uitgebracht in 1989.
In zijn acteercarrière had hij een kleine rol in de op Birmingham gebaseerde soap Crossroads. In 1974 trouwde hij met Susan Hanson, een ander lid van de cast. Zijn meest geprezen toneelrol was die van verteller in Blood Brothers van Willy Russell tussen 1990 en 1996. Later werd hij presentator bij BBC Radio WM, waarbij hij onder meer verschillende van zijn voormalige collega's van The Move interviewde. Hij was ook een onvermoeibare fondsenwerver voor onderzoek naar leukemie en liep verschillende marathons in Londen voor het goede doel. Hij verscheen ook in The Benny Hill Show in 1985, waarin hij het personage Face speelde in een parodie op The A-Team.
Carl was ook gastzanger bij de SAS Band van Spike Edney.

### Met The Hollies
In 2000, na de pensionering van zanger Allan Clarke, trad hij toe tot The Hollies, toerde met hen door Europa en Australazië en speelde ook op podia in het hele Verenigd Koninkrijk. Ze namen in februari 2003 het nummer How Do I Survive op, dat later dat jaar verscheen als het enige niet eerder uitgebrachte item op een compilatie-cd met de 46 grootste hits van The Hollies. Naast de meeste nummers van The Hollies, namen ze ook Flowers in the Rain en Blackberry Way op in hun live repertoire. Hun drummer Bobby Elliott beschreef hem als een onverschrokken artiest en krachtige zanger.
Wayne speelde wat later zijn laatste concert met de band bleek te zijn op 10 juli 2004 in Egersund, Noorwegen.
Vanwege de slechte verkoop bleef geen van Wayne's solopublicaties tijdens zijn leven lang in de catalogus. In 2006 werd een album van zijn uitvoeringen, geremasterd met de betrokkenheid van Wood en een aantal niet eerder uitgebrachte, uitgegeven onder de titel Songs From The Wood And Beyond 1973-2003. Twee nummers van Wayne en Choral Union verschenen op de twee-cd-set Friends & Relatives, een compilatie van nummers van Electric Light Orchestra en aanverwante acts.

## Overlijden
Carl Wayne overleed op 31 augustus 2004 op 61-jarige leeftijd na een langdurige ziekte aan de gevolgen van slokdarmkanker. Hij liet zijn vrouw Susan Hanson en hun zoon Jack achter.
- Bibsys: 8000633
- Bibliothèque nationale de France: cb14050268x (data)
- International Standard Name Identifier: 0000 0001 1593 6037
- Library of Congress Control Number: no98036462
- MusicBrainz: 76907faf-f81e-45c2-b5ae-4dd92a0802f7
- Nationale Bibliotheek van Polen: a0000002283307
- Virtual International Authority File: 10050822
- WorldCat: E39PBJg4g8KyfJWHM8mkmfW4bd